# LTFS

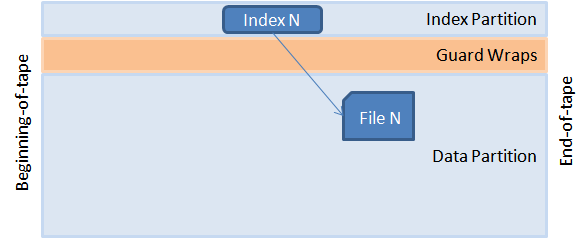
LTFSフォーマットの概念図

Linear Tape File System (LTFS) はLinear Tape-Open Ultrium5以降でサポートされたテープフォーマット/ファイルシステムである｡ テープ上に2つのパーティションを作製し､ファイルとメタデータ(コンテンツ情報)を分けて記録する｡ テープをディスク媒体もしくはリムーバブルメディア（USBメモリ、外付けHDD等）と同様に扱えるようになる｡ 自己記述的なテープフォーマット｡
GitHub上でソースコードが公開、開発されている（リンク）。

## 概要
LTFSを利用しない場合（tarフォーマットを利用する場合等）､データは名前の無いデータブロックとしてテープに記録される｡
LTFSを利用した場合､XML形式のメタデータにより､ディレクトリ構造を有しているようにユーザー/アプリケーション側から見える｡ テープをディスク媒体もしくはリムーバブルメディア（USBメモリ、外付けHDD等）と同様に扱えるようになる｡
- ドラッグ・アンド・ドロップでアクセスが可能｡
- 共編者とのデータ交換が容易になる（可搬性に優れ､他のリムーバブルメディアよりも高容量）｡
- LTFSを利用したどのシステムからでも読み書きできる｡ 複数の異なるシステムに渡ってカートリッジを利用可能である｡
- 上位アプリケーションとの連携が容易になる｡
- 外部システムにメタデータ管理のデータベースを持たなくても良い｡

等の利点がある｡
しかしながら､テープのシーケンシャルな記録再生特性自体は変わらない｡ ファイルの上書きや削除はディスク媒体と異なったな振る舞いを示す｡ 一般的にテープでは､直前に記録したデータブロックの終点から追記を始める｡ 2つのデータブロックに挟まれた特定の領域のみを更新する事は困難である｡ これはLTFSを利用しても変わらない｡ このため､LTFSではファイルを削除しても削除分の容量を取り戻すことは出来ない (該当領域が利用不可能とマークされるだけである)｡ 上書きも同様にデータブロックの更新が起こるのではなく､新たなファイル追記のように振る舞う(ファイル全体の容量分が新たに消費される)｡ テープ全体をリフォーマットして初めて､データが消去され､容量が取り戻る｡ 
上記の欠点があるにもかかわらず､HDDより優れたユースケースもある｡ LTOのストリーミング時のデータ転送速度はHDDよりも高速である｡

## 歴史
2008から2009年の間にIBMが初めてプロトタイプを作製した｡ これはNAB show 2009でデモンストレーションされた｡ デモでのフィードバックにもとづき､IBMは製品化に向けてオーバーホールした｡ LTFSの開発チームはLTOベンダー（HP及びクアンタム）と協業し､一般公開に向けてサポート構築を行った｡
IBM､ HP､ クアンタム及びLTO Consortiumでサポートされた実装とスペックが2010年4月12日にリリースされた｡
現在､SNIAのLinear Tape File System Technical Work Groupがアーキテクチャの策定を担っている｡
2016年6月､ISO標準として認定される (ISO/IEC 20919:2016)｡

## 仕様
過去のバージョンに準拠しているメディアは正しく再生出来ること､等｡
テープロードと同時にインデックス・パーティションを読み込んでホストサーバーのメモリ空間に展開する｡ 高速なインデックスサーチが可能である｡ 後述のライブラリエディションを利用する場合､また数百kB程度の小さいファイルを大量に書き込む場合等では特に､想定される最大ファイル数及びディレクトリ数に応じて､ホストサーバーのメモリ量を注意深く設計する必要がある｡
| スペックバージョン | スペック公開日 | 適合するソフトウエア |
| ------------------ | -------------- | --- |
| v1.0               | 2010年4月      | IBM Long Term File System (LTFS) v1.0.0, v1.0.1 HP Linear Tape File System (LTFS) v1.0.0, v1.1.0                                     |
| v2.0.0             | 2011年3月      | IBM Linear Tape File System - Single Drive Edition (LTFS-SDE) v1.2.0, Oracle StorageTek Linear Tape File System, Open Edition v1.0.0 |
| v2.1               | 2012年10月     | IBM: Linear Tape File System (LTFS) Format Specification                                                                             |
| v2.2               | 2013年12月     | SNIA: Linear Tape File System (LTFS) Format Specification                                                                            |
| v2.3               | 2016年3月      | SNIA: Linear Tape File System (LTFS) Format Specification                                                                            |
| v2.4               | 2017年12月     | SNIA: Linear Tape File System (LTFS) Format Specification                                                                            |
| v2.5               | 2019年5月      | SNIA: Linear Tape File System (LTFS) Format Specification                                                                            |

## 各社実装

### シングルドライブエディション
テープライブラリのロボット制御機能を含まないバージョン｡ 各社ウェブサイトから無料でダウンロード可能｡ テープライブラリを利用したい場合は、商用のライブラリエディションを利用するか、Linuxからテープライブラリを制御できるmtxコマンドなどでアプリケーションを独自に作成する必要がある。

#### IBM
旧名:IBM Linear Tape File System - Single Drive Edition｡ 以下のOSがサポートされる｡
- Red Hat Enterprise Linux (RHEL) 5.4, 5.5 with LTFS-SDE 1.2.0 for Linux (latest release: Jun 16, 2011)
- SUSE Linux Enterprise Server (SLES) 11 SP 1 with LTFS-SDE 1.2.0 for Linux (latest release: Jun 16, 2011)
- Mac OS X 10.5.6 (Leopard), 10.6.7 (Snow Leopard) with LTFS-SDE 1.2.0 for Mac OS X (latest release: Jun 16, 2011)
- Windows 7 with LTFS-SDE - Windows version 1.2.0 (latest release: Sept 2, 2011)
- Windows Server 2008 R2 with LTFS-SDE - Windows version 1.2.2 (latest release: Sept 2, 2011)

#### HPE
サポートされるOSは以下のとおり｡
- Apple OS X
- Linux
- Microsoft Windows 2008
- Microsoft Windows 2008 (64-bit support only)
- Microsoft Windows Server 2008
- Microsoft Windows Server 2008 R2
- Microsoft Windows Server 2012
- Red Hat Enterprise Linux 5 (AMD64/EM64T)
- Red Hat Enterprise Linux 6.0
- Red Hat Enterprise Linux (RHEL)
- SLES 11

#### Quantum
サポートされるOSは以下のとおり｡
- Linux
- Mac OS X
- Windows

#### Oracle
ミッドレンジ (LTO) ドライブのみならず､同社のStorageTek T10000C及びDドライブでの動作もサポート｡
｡

### ライブラリエディション
テープドライブへのロード/アンロード等､テープライブラリのロボットの制御機能も含まれている｡ ライブラリ内のLTFSフォーマットされたテープカートリッジはそれぞれ分離したフォルダーに見える。ユーザーはライブラリの制御を意識せず、データにアクセスできる。商用ソフトウエア｡

#### IBM
旧名:IBM Linear Tape File System - Library Edition｡ サポートされるOSは下記の通り｡
- Red Hat Enterprise Linux (RHEL) 5.4, 5.5 with LTFS-LE 2.0.0 for Linux (latest release: June, 2011)
- SUSE Linux Enterprise Server (SLES) 11 SP 1 with LTFS-LE 2.0.0 for Linux (latest release: June, 2011)

#### Oracle
StorageTek SL8500､SL3000､SL150のテープライブラリシステムをサポート｡ 

### サードパーティー
各社からLTFSを活用したアーカイブ用のアプライアンスやソフトウエアが提供されている｡ HDD/サーバ/ドライブを一筐体に収めたもの､大容量HDDを搭載したサーバに階層型ストレージ管理の機能も加えたものなど､バラエティーに富む｡
UNITEX
LTFS3000 日本語GUIユーティリティ
1 Beyond社
LTO NetDrive､ThunderTape 2､EzStor Library
Cache-A社
PRO-CACHE､POWER-CACHE
Crossroads社
StrongBOXシリーズ
朋栄
LTRシリーズ及びLTSシリーズ
TOLIS Group社
BRU Producer's Edition (PE)
SGL社
FlashNet product
Masstech Group社
The MassStore Platform
メモリーテック社
Starchive LTO､LTARC-1000
Open Source Storage社
OSVault
storageDNA社
DNAevolutionシリーズ
Imagine Products社
PreRollPost､LTシリーズ､MagStor､mTape
QStar社
QStar Archive Manager､QStar Archive Replicator
XenData社
XenData6 Workstation software､DX-240､SXLシリーズ､X2500シリーズ
YoYotta社
YoYottaID